# الإشعاع والخلفية المجرية

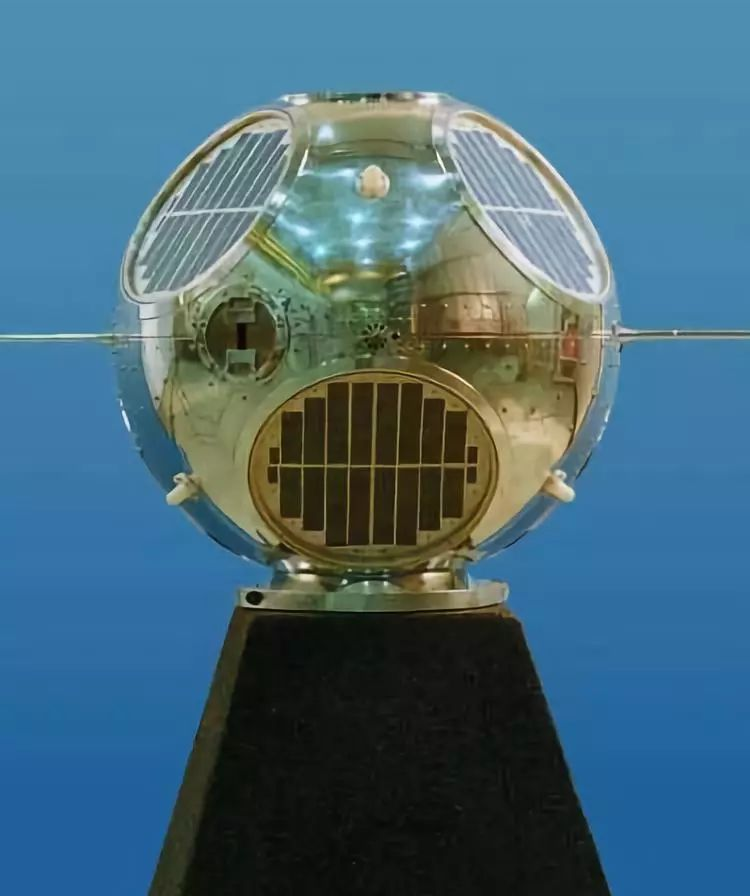

الإشعاع والخلفية المجرية (غراب - GRAB) هو الاسم الحركي لسلسلة أقمار استخبارات مشروع دينو إلينت الخمسة، وهي أول أقمار مراقبة يديرها مختبر الأبحاث البحرية الأمريكية (NRL) بعد وقت قصير من حادث الحرب الباردة U-2 عام 1960. رغم أن اثنين فقط من الأقمار الصناعية الخمسة وصلت إلى المدار، إلا أنها عادت بثروة من المعلومات عن قدرات رادار الدفاع الجوي السوفييتي.

## التطوير
أوضح إطلاق السوفييت لسبوتنيك في 4 أكتوبر 1957 لإدارة أيزنهاور أن المستوى المرتقع لمدار الأرض يوفر موقع ممتاز لمهام المراقبة. فعلى النقيض من طائرات تجسس لوكهيد يو-2 عالية التحليق، لم يكن ممكنا إسقاطها بالأنظمة المتاحة في ذلك الوقت. نظر مهندس مختبر الأبحاث البحرية ريد دي مايو عام 1958في تكييف القمر الصناعي فانغارد (وهو أيضًا مشروع لمختبر أبحاث البحرية الأمريكية) لمراقبة الرادارات السوفييتية المضادة للطائرات. وبعد أن أظهرت حسابات المدى الأولية أن مسبار مثل هذا يمكن أن يعترض إشارات الرادار من ارتفاع يصل إلى 600 ميل (1000 كيلومتر)، قدم مايو فكرته إلى هوارد لورنزن، رئيس فرع التدابير المضادة في مختبر أبحاث البحرية الأمريكية. طرح لورنزن الاقتراح داخل وزارة الدفاع ومجتمع الاستخبارات، ووافق الرئيس آيزنهاور على التطوير الكامل للمشروع  في 24 أغسطس 1959.
حملت الأقمار الصناعية مجموعتين من الأدوات: تجربة غير سرية (تسمى سولراد) وحمولة سرية لجمع الاستخبارات إلكترونية (إلينت) (تسمى في الأصل تاتل تيل). عرف البرنامج بالاسم الرمزي اللاحق كاينز.
طوّر تغطية برنامج غراب بعد الكشف العلني مشروع تاتل تيل في نيويورك تايمز. كان من المفترض أن تحصل أقمار تاتل تيل على معلومات رادار إلينت في النطاق S باستخدام مستقبل فيديو كريستالي مشتق من نظام الحرب العالمية الثانية الألماني أثوس من مدار دائري 500 نانومتر، ونقلها نبضة- نبضة إلى المحطات الأرضية. توسعت قدرات إلينت من نطاق تردد لاسلكي واحد في أول محاولتي إطلاق إلى نطاقات متعددة من الإطلاق الثالث.وكانت المهمة الرئيسية هي رسم خريطة لرادارات الدفاع الجوي السوفييتي.

## تاريخ العمليات
من بين خمس محاولات إطلاق، نجحت مهمتان.
أطلق أول قمر صناعي لغراب في 22 يونيو 1960على نفس صاروخ القمر  ترانزيت 2A، وهو من أوائل الأقمار الملاحية البحرية. امتاز بكونه أول قمر تجسس أمريكي ناجح، أعاد بيانات إلينت الاستخبارتية من 5 يوليو 1960، حتى 22 سبتمبر 1960، بمجمل 22 عملية تمرير لمجموعة البيانات بمعدل 40 دقيقة لكل منها عن الاتحاد السوفييتي والصين وحلفائها. وظلت تجربة سولراد قيد التنفيذ لمدة عشرة أشهر (رغم أنه تم الحصول على البيانات المفيدة لخمسة أشهر فقط) وأنها أعادت أول مرة الأشعة السينية في الوقت الحقيقي والأشعة فوق البنفسجية للشمس.
خلال محاولة الإطلاق الثانية، أُغلق جهاز تعزيز ثور قبل 12 ثانية، ثم أُنهيت الرحلة في نطاق الأمان. ومع تساقط الحطام على كوبا، طارت الإطلاقات اللاحقة من رأس كانافيرال بمسار منحن للوصول إلى 70 درجة ميل.
أطلقت مهمة أخرى، هي غراب2 في 29 يونيو 1961 ، على نفس مركبة الإطلاق ثور – أيبل ستار مثل انجون، وهو قمر صناعي جيوفيزيائي من جامعة آيوا وترانزيت  4A
بدأ غراب 2 بنقل المعلومات الاستخباراتية إلى الأرض في 15 يوليو 1962، وعمل في المدار لمدة أربعة عشر شهرًا. كانت كمية البيانات المستقبلة  كبيرة جدًا لدرجة أنه كان يجب تطوير أدوات تحليلية آلية، وهي أدوات أوجدت تطبيقًا في برامج المراقبة اللاحقة. كما ساهمت تجربة سولراد غراب-2 (سولراد 3) بشكل كبير في علم الفلك الأشعة السينية الشمسية.
أُنتجت ثلاثة أقمار صناعية أخرى من غراب، فشل أولهما في الوصول إلى المدار عام 1962. وأُلغيت الرحلة الأخيرة من غراب.

## الإرث
انتهى برنامج غراب رسميًا بالإرسال الأخير لغراب 2 في أغسطس 1962. بعد إنشاء مكتب الاستطلاع الوطني في عام 1962، استبدل برنامج غراب ببرنامج بوبي، والذي استمر من ترخيص تمويله في يوليو 1962 حتى إنهائه في 30 سبتمبر 1977. كشف مختبر الأبحاث البحرية عن وجود البرنامج عام 1998. 

## جدول الإطلاقات

### غراب 1/ سولراد 1
- الإطلاق: 22 يونيو 1960
- الموقع: كيب كانافيرال
- المركبة: ثور أيبل ستار
- معرّف لجنة أبحاق الفضاء: 1960-ETA 2 أو 1960-007B ( في المدار منذ  مارس 2007)

### سولراد 2 (محاولة إطلاق غراب الثانية)
- الإطلاق: 30 نوفمبر 1960
- الموقع: رأس كانافيرال
- المركبة: ثور أبيل ستار (فشل)
- معرف لجنة أبحاق الفضاء: 1960-F16

### غراب 2 / سولراد 3
- الإطلاق: 29 يونيو 1961
- الموقع: رأس كانافيرال
- المركبة: ثور أبيل ستار
- معرّف لجنة أبحاق الفضاء: 1960-OMICRON-2 أو 1961-015B (في المدار منذ مارس 2007؛ من المتوقع أن يبقى في المدار لنحو 900 عام.)

### سولراد  4 (محاولة إطلاق غراب الرابعة)
- الإطلاق: 24 يناير 1962
- الموقع: رأس كانافيرال
- المركبة: ثور أيبل ستار (فشل)
- معرّف لجنة أبحاث الفضاء: 1960-F02

### سولراد  4B (محاولة الإطلاق غراب الخامسة)
- الإطلاق: 26 أبريل 1962
- الموقع: مرفق الصواريخ البحرية، بوينت أرغيلو، كاليفورنيا
- المركبة: سكوت (فشل)
- معرّف لجنة أبحاق الفضاء: 1962-F03